# Indennità di maternità
L'indennità di maternità è un trattamento economico sostitutivo del reddito temporaneamente perduto, che spetta alle lavoratrici dipendenti.

## Soggetti titolari del rapporto previdenziale
I soggetti titolari del rapporto previdenziale in esame sono tutte le lavoratrici subordinate, autonome, libere professioniste e quelle iscritte alla IV gestione INPS. Sono comprese nella tutela anche le lavoratrici sospese, assenti dal lavoro, disoccupate (entro uno specifico periodo successivo alla cessazione dell'attività lavorativa), quelle impiegate in lavori socialmente utili, lavoratrici precarie del settore pubblico, dirigenti che prestano la loro opera alle dipendenze di datori di lavoro privati. 
Titolare del rapporto è anche il padre, cui la legge riconosce il diritto di assentarsi dal lavoro in sostituzione della madre sia durante il periodo di astensione obbligatoria, sia durante quello di astensione facoltativa.
L'evento maternità comprende anche quello che si realizza mediante adozione e affidamento preadottivo.

## Contenuto della protezione
La protezione riguarda:
- il periodo di astensione obbligatoria: nei due mesi precedenti la data presunta del parto e nei tre mesi successivi la data effettiva è prevista la sospensione dal servizio. Con autorizzazione del medico, peraltro, è possibile far decorrere i cinque mesi di sospensione dall'inizio dell'ultimo mese di gravidanza. Il giudice delle leggi ha affermato che non esiste obbligo di astensione per le lavoratrici autonome;
- il periodo di astensione facoltativa successiva al parto: essa è riconosciuta ad entrambi i genitori nei primi otto anni di vita del bambino, per un periodo complessivo di 10 mesi. È previsto in questo caso un limite di sei mesi per ciascun genitore (ma il padre può chiedere un mese in più) con conseguente allungamento del periodo ad 11 mesi. Il genitore solo fruisce di tutti e 10 i mesi;
- i permessi per l'allattamento: nel primo anno di vita del bambino, la lavoratrice madre ha diritto a due ore giornaliere di permesso cd. allattamento, equiparato alle ore lavorate.
- i periodi di assenza del lavoro per le malattie del bambino: ciascun genitore ha diritto di astenersi durante le malattie del bambino di età inferiore ad otto anni (cinque giorni l'anno se il bambino ha più di tre anni).
Per tutto il periodo di astensione obbligatoria la prestazione consiste, per il lavoro subordinato, in un'indennità giornaliera pari all'80% della retribuzione globale media giornaliera percepita nel periodo precedente a quello in cui ha avuto inizio l'astensione. L'indennità va erogata con le modalità e i criteri previsti per l'erogazione delle prestazioni dell'assicurazione obbligatoria contro le malattie.
In tutte le ipotesi di astensione facoltativa, l'importo dell'indennità di maternità è pari al 30% della retribuzione. Dopo il compimento del terzo anno di età del bambino ovvero superato il sesto mese di astensione (di entrambi i genitori), l'indennità è erogata solo se il reddito individuale sia inferiore a 2,5 volte l'importo del trattamento minimo di pensione a carico dell'assicurazione generale obbligatoria.
L'importo dell'indennità corrisposta per le due ore giornaliere di permesso cd. allattamento è pari all'intero ammontare della corrispondente retribuzione.
Il beneficio accessorio più significativo è rappresentato dall'accredito di contribuzione figurativa riconosciuto per i periodi di astensione obbligatoria e facoltativa determinatisi in costanza di rapporto di lavoro.

## Finanziamento delle prestazioni di maternità
Ad eccezione dell'indennità da allattamento, poste a carico della fiscalità generale, tutte le altre prestazioni economiche per maternità sono finanziate con il contributo di malattia.

## Prescrizione e divieti di cumulo
Il diritto alle indennità economiche di maternità si prescrive in un anno dalla data di esigibilità della prestazione.
L'indennità di maternità non è cumulabile con il reddito da lavoro, salvo che per le libere professioniste. È invece cumulabile con l'indennità post-sanatoriale percepita durante la convalescenza da affezione tubercolare.

## Nel mondo

### In Olanda
La previdenza sociale olandese prevede il diritto per tutte le partorienti ad un assistente di maternità da 24 a 80 ore complessive. L'assistente non è un medico e si occupa di consigliare i genitori sulle azioni da mettere in atto per il benessere proprio e del neonato.
Le famiglie possono anche incaricare un assistente di loro fiducia, pagato anche dalla previdenza complementare.
Gli assistenti esistono dagli anni '20 e, a partire dagli anni '40, sono stati erogati dalla previdenza pubblica. Essi ricevono una formazione certificata di tre anni e sono censiti all'interno di uno specifico registro nazionale.